# Orgyia basivitta
Orgyia basivitta är en fjärilsart som beskrevs av Walker 1865. Orgyia basivitta ingår i släktet fjädertofsspinnare, och familjen tofsspinnare. Inga underarter finns listade i Catalogue of Life.